# Эпископия
Эпископия (итал. Episcopia) — коммуна в Италии, расположена в регионе Базиликата, подчиняется административному центру Потенца.
Население составляет 1621 человек, плотность населения составляет 58 чел./км². Занимает площадь 28 км². Почтовый индекс — 85033. Телефонный код — 0973.
Покровителем коммуны почитается святитель Николай Мирликийский, празднование во второе воскресение мая.